# Campeonato da Europa de Atletismo de 2016 - Lançamento de dardo masculino
A prova do lançamento de dardo masculino do Campeonato da Europa de Atletismo de 2016 foi disputada entre os dias 6 e 7 de julho de 2016 no Estádio Olímpico de Amsterdã em Amesterdão,  nos Países Baixos. 

## Recordes
Antes desta competição, os recordes mundiais e do campeonato nesta prova eram os seguintes:
|                       | Nome          | Nacionalidade | Distância | Local     | Data                 |
| --------------------- | ------------- | ------------- | --------- | --------- | -------------------- |
| Recorde mundial       | Jan Železný   | Chéquia       | 98m 48cm  | Jena      | 25 de maio de 1996   |
| Recorde do campeonato | Steve Backley | Reino Unido   | 89m 72cm  | Budapeste | 23 de agosto de 1998 |
| Recorde europeu       | Jan Železný   | Chéquia       | 98m 48cm  | Jena      | 25 de maio de 1996   |

## Medalhistas
| Ouro                     | Prata                  | Bronze                |
| Zigismunds Sirmais (LAT) | Vítezslav Veselý (CZE) | Antti Ruuskanen (FIN) |

## Cronograma
Todos os horários são locais (UTC+2).
| Data       | Hora  | Evento       |
| ---------- | ----- | ------------ |
| 6 de julho | 17:05 | Qualificação |
| 7 de julho | 18:35 | Final        |

## Resultados

### Qualificação
Qualificação: Desempenho de 81.50 m (Q) ou os 12 melhores qualificados (q).
| Posição | Grupo | Atleta                 | Nacionalidade        | #1     | #2    | #3    | Resultados | Notas |
| ------- | ----- | ---------------------- | -------------------- | ------ | ----- | ----- | ---------- | ----- |
| 1       | A     | Antti Ruuskanen        | Finlândia            | 88.23  |       |       | 88.23      | Q,    |
| 2       | B     | Jakub Vadlejch         | Chéquia              | 80.59  | 85.06 |       | 85.06      | Q     |
| 3       | A     | Vítezslav Veselý       | Chéquia              | 80.31  | 79.72 | 84.82 | 84.82      | Q,    |
| 4       | B     | Thomas Röhler          | Alemanha             | 83.98  |       |       | 83.98      | Q     |
| 5       | A     | Zigismunds Sirmais     | Letônia              | 82.96  |       |       | 82.96      | Q     |
| 6       | A     | Ioannis Kiriazis       | Grécia               | 77.20  | 81.92 |       | 81.92      | Q,    |
| 7       | B     | Marcin Krukowski       | Polónia              | x      | 81.88 |       | 81.88      | Q     |
| 8       | B     | Risto Mätas            | Estónia              | 81.19  | x     | x     | 81.19      | q     |
| 9       | B     | Jaroslav Jílek         | Chéquia              | 78.59  | 79.19 | 81.09 | 81.09      | q     |
| 10      | B     | Łukasz Grzeszczuk      | Polónia              | 74.38  | 81.05 | x     | 81.05      | q     |
| 11      | A     | Kacper Oleszczuk       | Polónia              | 72.37  | 80.97 | 80.23 | 80.97      | q,    |
| 12      | B     | Kim Amb                | Suécia               | 76.23  | 80.70 | x     | 80.70      | q     |
| 13      | B     | Roberto Bertolini      | Itália               | 70.61  | 76.32 | 80.58 | 80.58      |       |
| 14      | A     | Tero Pitkämäki         | Finlândia            | x      | 80.52 | x     | 80.52      |       |
| 15      | A     | Tanel Laanmäe          | Estónia              | 75.81  | 79.23 | 80.46 | 80.46      |       |
| 16      | A     | Johannes Vetter        | Alemanha             | '79.98 | x     | 79.90 | 79.98      |       |
| 17      | A     | Matija Kranjc          | Eslovênia            | 79.56  | 77.87 | 75.68 | 79.56      |       |
| 18      | A     | Dmytro Kosynskyy       | Ucrânia              | 76.75  | 76.75 | 79.21 | 79.21      |       |
| 19      | B     | Ari Mannio             | Finlândia            | 78.55  | 77.41 | 77.18 | 78.55      |       |
| 20      | B     | Lars Hamann            | Alemanha             | 78.00  | 76.28 | 78.07 | 78.07      |       |
| 21      | A     | Edis Matusevičius      | Lituânia             | 76.64  | 76.15 | 77.86 | 77.86      |       |
| 22      | B     | Paraskevas Batzavalis  | Grécia               | 73.92  | 72.06 | 77.86 | 77.86      |       |
| 23      | A     | Gabriel Wallin         | Suécia               | 73.56  | 76.00 | x     | 76.00      |       |
| 24      | A     | Norbert Bonvecchio     | Itália               | x      | 73.29 | 75.75 | 75.75      |       |
| 25      | B     | Dejan Mileusnić        | Bósnia e Herzegovina | 75.00  | x     | 72.73 | 75.00      |       |
| 26      | B     | Magnus Kirt            | Estónia              | 74.20  | x     | 74.64 | 74.64      |       |
| 27      | A     | Norbert Rivasz-Tóth    | Hungria              | x      | 74.56 | x     | 74.56      |       |
| 28      | B     | Janis Svens Griva      | Letônia              | 71.84  | 73.38 | 69.83 | 73.38      |       |
| 29      | B     | Oleksandr Nychyporchuk | Ucrânia              | x      | x     | 73.31 | 73.31      |       |
| 30      | A     | Patrik Ženúch          | Eslováquia           | 68.16  | 69.38 | x     | 69.38      |       |
| 31      | A     | Rolands Štrobinders    | Letônia              | x      | x     | x     | NM         |       |
| 32      | B     | Vedran Samac           | Sérvia               |        |       |       | DNS        |       |

### Final
| Posição           | Atleta             | Nacionalidade | #1    | #2    | #3    | #4    | #5    | #6    | Resultados | Notas                |
| ----------------- | ------------------ | ------------- | ----- | ----- | ----- | ----- | ----- | ----- | ---------- | -------------------- |
| Medalha de ouro   | Zigismunds Sirmais | Letônia       | 81.86 | 81.36 | 80.88 | 78.36 | 86.66 | 75.57 | 86.66      | Recorde pessoal      |
| Medalha de prata  | Vítezslav Veselý   | Chéquia       | 74.58 | 81.13 | 83.59 | 77.89 | 83.14 | 80.69 | 83.59      |                      |
| Medalha de bronze | Antti Ruuskanen    | Finlândia     | 80.98 | 82.44 | 79.54 | x     | –     | f     | 82.44      |                      |
| 4                 | Risto Mätas        | Estónia       | 80.05 | 81.00 | 80.77 | 78.73 | 81.53 | 82.03 | 82.03      | Recorde da temporada |
| 5                 | Thomas Röhler      | Alemanha      | 79.33 | 80.78 | x     | 78.74 | 76.66 | 78.60 | 80.78      |                      |
| 6                 | Marcin Krukowski   | Polónia       | x     | x     | 79.49 | 77.90 | 76.71 | x     | 79.49      |                      |
| 7                 | Kim Amb            | Suécia        | 71.89 | 78.34 | 76.26 | 78.72 | 79.36 | 79.07 | 79.36      |                      |
| 8                 | Kacper Oleszczuk   | Polónia       | 69.96 | 78.11 | 78.21 | 79.34 | 75.18 | x     | 79.34      |                      |
| 9                 | Jakub Vadlejch     | Chéquia       | 78.12 | x     | 77.56 |       |       |       | 78.12      |                      |
| 10                | Jaroslav Jílek     | Chéquia       | x     | 75.05 | 76.92 |       |       |       | 76.92      |                      |
| 11                | Łukasz Grzeszczuk  | Polónia       | x     | 76.41 | x     |       |       |       | 76.41      |                      |
| 12                | Ioannis Kiriazis   | Grécia        | 72.68 | 75.57 | 75.34 |       |       |       | 75.57      |                      |

Legenda
| Recorde mundial       | Recorde mundial (World record)               |                       | Recorde africano                      | Recorde africano (African) |                                           | Q | Classificado por posição (Qualified) |
| Recorde do campeonato | Recorde do campeonato (Championship record)  | Recorde da América    | Recorde da América (Americas)         | q                          | Classificado por melhor tempo (Qualified) |   |                                      |
| Melhor marca do ano   | Melhor marca do ano (World leading)          | Recorde asiático      | Recorde asiático (Asian)              | DNS                        | Não largou (Did not start)                |   |                                      |
| Recorde nacional      | Recorde nacional (National record)           | Recorde europeu       | Recorde europeu (European)            | DNF                        | Não terminou (Did not finish)             |   |                                      |
| Recorde pessoal       | Recorde pessoal do atleta (Personal best)    | Recorde da Oceania    | Recorde da Oceania (Oceania)          | DSQ / DQ                   | Desclassificado (Disqualified)            |   |                                      |
| Recorde da temporada  | Recorde da temporada do atleta (Season best) | Recorde sul-americano | Recorde sul-americano (South America) | NM                         | Sem marca (No mark)                       |   |                                      |